# Meerfeld
Meerfeld település Németországban, Rajna-vidék-Pfalz tartományban. Lakosainak száma 350 fő (2023. december 31.).

## Népesség
A település népességének változása:
| Lakosok száma | 347  | 348  | 349  | 356  | 345  | 350  |
|               | 1975 | 2017 | 2019 | 2021 | 2022 | 2023 |